# Грицик Андрій Романович
Андрі́й Рома́нович Гри́цик  6 жовтня 1967 — вчений-винахідник, доктор фармацевтичних наук, професор, завідувач кафедри фармації Івано-Франківського національного медичного університету
Наукова робота Андрія Грицика є складовою міжгалузевої програми «Біологічно активні добавки рослинного походження».
У творчому доробку Грицика — 35 патентів на винаходи і корисні моделі, понад 130 праць: монографії, методичні посібники, фітодовідники, публікації у фахових виданнях.